# Shut Down
「Shut Down」（シャットダウン）は韓国のガールズグループBLACKPINKの曲。この曲は、グループの2枚目のスタジオアルバム「BORN PINK」(2022)の2枚目のシングルとして、YGエンターテインメントとインタースコープ・レコードを通じて2022年9月16日にリリースされた。この曲はプロデューサーの24が、TEDDY、Danny Chung、Vinceと共同で書いたものである。これは主に、トラップ ビートとニコロ・パガニーニの「ラ・カンパネラ」のループされたクラシック ヴァイオリンのサンプルによって駆動されるヒップホップの曲である。

このシングルは商業的に成功を収め、Billboard Global 200 で最高1位を記録した。韓国では、この曲はビルボード チャートで1位になったり。日本では15位を記録した。 

## 背景とリリース
8月24日、YGエンターテインメントはBLACKPINKが韓国の京畿道でセカンドアルバムのリードシングルのミュージックビデオを撮影していると発表した。
2022年9月6日、セカンドシングル「Shut Down」のタイトルポスターがブラックピンクのソーシャルメディアアカウントで公開された。
9月10日から13日まで、メンバーそれぞれが出演する同曲のプロモーションポスターが公開された。 9月13日、ミュージックビデオのティーザーが公開された。公式ミュージックビデオは9月16日にリリースされた。

## 収録曲
| #         | タイトル      | 作詞      | 作曲                      | 編曲      | 時間 |
| --------- | ------------- | --------- | ------------------------- | --------- | ---- |
| 1.        | 「Shut Down」 | TEDDY, 24 | TEDDY, Danny Chung, Vince | 24        | 2:56 |
| 合計時間: | 合計時間:     | 合計時間: | 合計時間:                 | 合計時間: | 2:56 |